# Aslauga marginalis
Aslauga marginalis är en fjärilsart som beskrevs av Kirby 1890. Aslauga marginalis ingår i släktet Aslauga och familjen juvelvingar. Inga underarter finns listade i Catalogue of Life.